# Championnat de Suisse de combiné nordique 2008
Le championnat de Suisse de combiné nordique 2008 s'est déroulé le 23 août 2008 à Einsiedeln. L'épreuve de saut s'est déroulée sur un tremplin normal (K105). La course de fond de 10 kilomètres, effectuée sur des rollers, a couronné Ronny Heer.

## Résultats
| Rang | Athlète             |
| ---- | ------------------- |
| 1    | Ronny Heer          |
| 2    | Seppi Hurschler     |
| 3    | Joel Bieri (de)     |
| 4    | Michael Hollenstein |
| 5    | Tim Hug             |
| 6    | Ivo Hess            |
| 7    | Manuel Faisst       |
| 8    | Felix Kläsi         |
| 9    | Marco Grigoli (de)  |
| 10   | Markus Sommerhalter |